# Fontenelle (kráter)

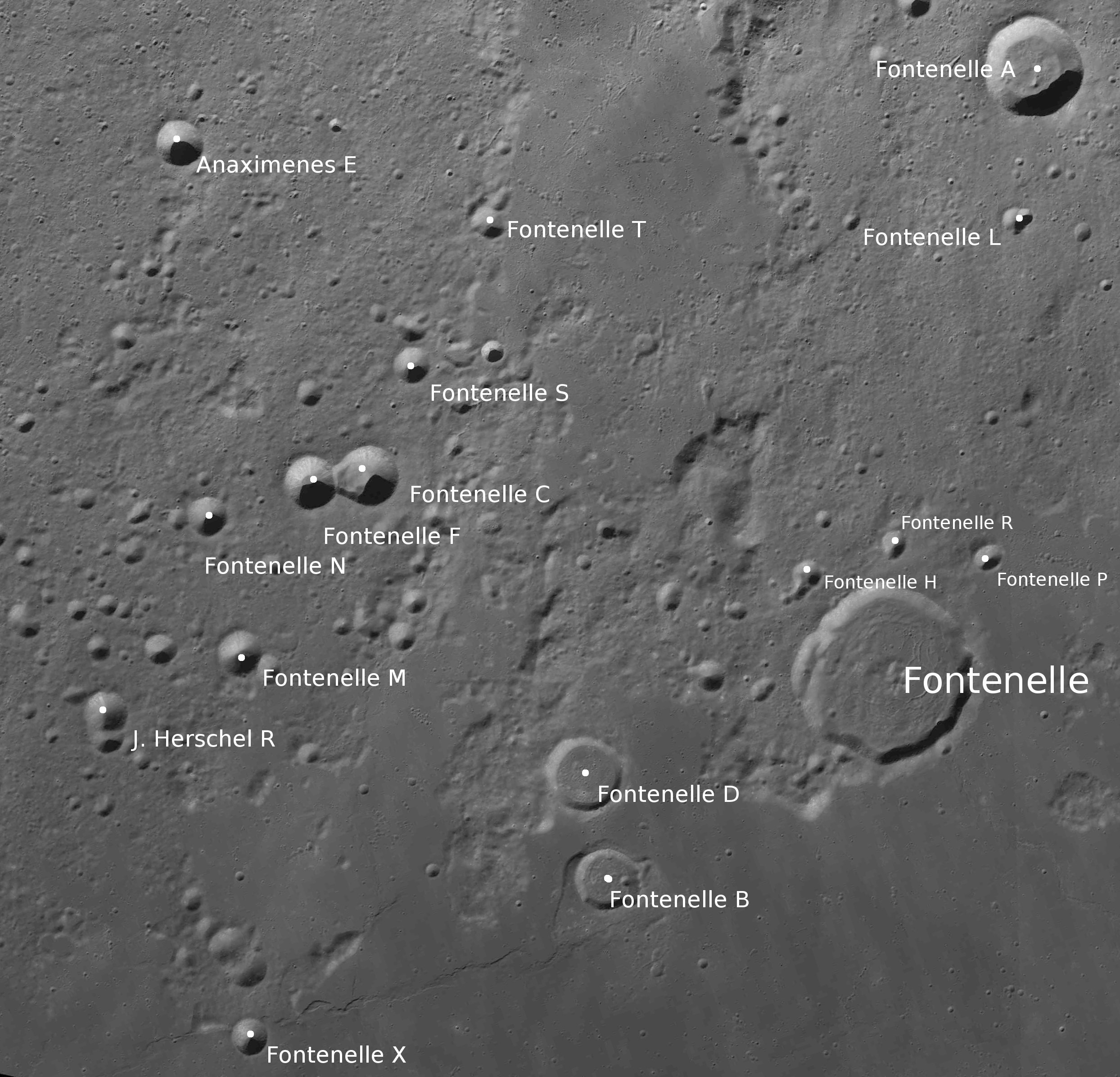
Kráter Fontenelle a okolí.

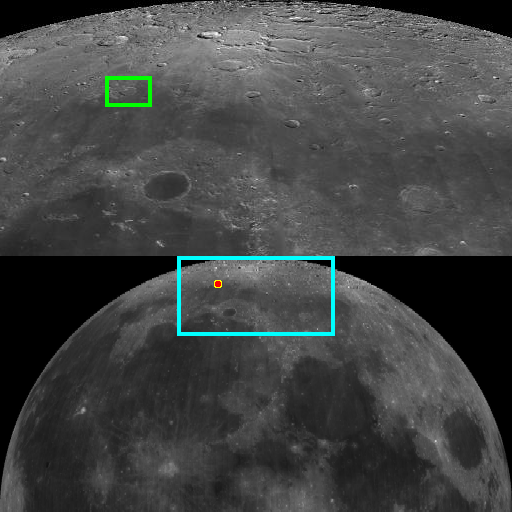
Poloha kráteru Fontenelle.

Fontenelle je impaktní kráter nacházející se na severním okraji západní části Mare Frigoris (Moře chladu) na přivrácené straně Měsíce. Má průměr 38 km, na jeho dně je malý centrální pahorek. Východně leží větší a starší kráter Birmingham (značně rozpadlý).

## Zajímavost
Jižně od Fontenelle se v Moři chladu nachází malý nepojmenovaný kráter (leží cca 15 km severo-severozápadně od satelitního Fontenelle G), který je obklopen světlým vyvrženým materiálem s vysokým albedem. Připomíná tak kráter Linné.

## Název
Pojmenován byl na počest francouzského spisovatele a astronoma Bernarda le Boviera de Fontenelle, jednoho z prvních členů Francouzské akademie věd.

## Satelitní krátery
V okolí kráteru se nachází několik dalších kráterů. Ty byly označeny podle zavedených zvyklostí jménem hlavního kráteru a velkým písmenem abecedy.
| Fontenelle | Sel. šířka | Sel. délka | Průměr |
| ---------- | ---------- | ---------- | ------ |
| A          | 67.5° S    | 16.1° Z    | 21 km  |
| B          | 61.9° S    | 23.0° Z    | 14 km  |
| C          | 64.4° S    | 27.2° Z    | 13 km  |
| D          | 62.5° S    | 23.4° Z    | 17 km  |
| F          | 64.4° S    | 28.2° Z    | 11 km  |
| G          | 59.5° S    | 18.3° Z    | 4 km   |
| H          | 64.1° S    | 20.1° Z    | 6 km   |
| K          | 69.6° S    | 15.6° Z    | 7 km   |
| L          | 66.5° S    | 16.6° Z    | 6 km   |
| M          | 63.1° S    | 28.8° Z    | 9 km   |
| N          | 64.0° S    | 29.7° Z    | 8 km   |
| P          | 64.1° S    | 17.2° Z    | 6 km   |
| R          | 64.3° S    | 18.8° Z    | 6 km   |
| S          | 65.3° S    | 26.7° Z    | 7 km   |
| T          | 66.3° S    | 25.7° Z    | 7 km   |
| X          | 60.5° S    | 27.8° Z    | 7 km   |